# Rambo: The Video Game
Rambo: The Video Game (с англ. — «Рэмбо: Видеоигра») — компьютерная игра в жанре рельсового шутера от первого лица, разработанная польской студией Teyon и изданная компанией Reef Entertainment в феврале 2014 года на Windows, Xbox 360 и PlayStation 3. Игра основана на первых трёх фильмах серии «Рэмбо» — «Рэмбо: Первая кровь», «Рэмбо: Первая кровь 2» и «Рэмбо 3».
Анонс состоялся в 2012 году — компания Machinima выпустила короткий тизер, состоящий из кадров первых трёх фильмов о Рэмбо. Выпуск был запланирован на конец 2013 года, но перенесён на февраль следующего года. Игра получила крайне негативные отзывы от критиков и игроков — её критиковали за низкокачественную графику, геймплей, технические проблемы и короткую продолжительность. В 2016 году вышло бесплатное загружаемое дополнение Baker Team.

## Игровой процесс
Rambo: The Video Game является рельсовым шутером от первого лица, в котором игрок управляет вымышленным бывшим солдатом вьетнамской войны Джоном Рэмбо. Сюжетно, игра полностью повторяет первые три фильма о Рэмбо, но с небольшим отличием — события из кино в Rambo: The Video Game представлены как флешбэки, а действие происходит на похоронах персонажа. Игровой процесс представляет собой «тир», в котором игрок может только перемещать прицел по экрану и стрелять в противников. Герой самостоятельно передвигается; кроме стрельбы, можно прятаться за укрытием, перезаряжать оружие и участвовать в QTE, которые в основном стилизованы под стелс или боевые сцены. Перезарядка оружия также сделана как QTE — если вовремя нажимать на кнопку, то боеприпас пополняется максимально, а при неудаче Рэмбо присоединяет наполовину перезаряженный магазин. Несмотря на общую линейность геймплея, в игре присутствует система улучшения персонажа — игрок может вставить три бонуса и развивать одну из нескольких веток умений, например, увеличится количество патронов. Также имеется несколько уровней сложности, на среднем можно умереть не более пяти раз; если персонаж погибает, уровень начинается заново.

## Разработка и выход
Британская компания Reef Entertainment приобрела лицензию на разработку и издание видеоигр про Рэмбо летом 2011 года. По состоянию на август 2011-го, первые три фильма о Рэмбо собрали в прокате более 600 миллионов долларов США. Представители Reef сказали, что покупка прав была вызвана успехом фильма «Рэмбо IV» и запланированным на тот момент выходом боевика «Неудержимые 2» с Сильвестром Сталлоне в главной роли. Игра про Рэмбо должна была стать «стартовой площадкой» для компании. Разработчики также купили права у StudioCanal на использование реплик персонажей, поскольку Сильвестр Сталлоне не участвовал в проекте, а Ричард Кренна умер в 2003 году. Коммерческий директор Reef Крейг Льюис описывал Rambo: The Video Game как «игру, позволяющую проникнуть под кожу Рэмбо и использовать его культовый набор оружия в бою».
В августе 2011 года Reef Entertainment сообщили, что Rambo: The Video Game выйдет на PlayStation 3, Windows и Xbox 360 в 2012 году. Компания Machinima выпустила короткий анонсирующий тизер из кадров из первых трёх фильмов о Рэмбо. Джефф Матулеф из Eurogamer заявил, что не верит, что игра выйдет в 2012 году. Затем, выпуск был запланирован на конец 2013 года, но перенесён на февраль следующего года. В 2016 году вышло бесплатное загружаемое дополнение Baker Team.

## Отзывы критиков
| Сводный рейтинг       | Сводный рейтинг                        |
| Агрегатор             | Оценка                                 |
| --------------------- | -------------------------------------- |
| GameRankings          | 32,93 %                                |
| Metacritic            | (PC) 34/100 (PS3) 23/100 (X360) 28/100 |
| OpenCritic            | 35/100                                 |
| «Критиканство»        | 25/100                                 |
| Иноязычные издания    |                                        |
| Издание               | Оценка                                 |
| 4Players              | 4,5/10 (PC)                            |
| Destructoid           | 1/10                                   |
| Edge                  | 5/10                                   |
| Eurogamer             | 5/10                                   |
| Game Informer         | 4/10                                   |
| GameSpot              | 6/10 (X360)                            |
| GameStar              | 32/100                                 |
| IGN                   | 3/10                                   |
| Jeuxvideo.com         | 6/20                                   |
| Push Square           | 2/10                                   |
| Shacknews             | 2/10                                   |
| The Guardian          | [ 36 ]                                 |
| The Escapist          | [ 37 ]                                 |
| Русскоязычные издания |                                        |
| Издание               | Оценка                                 |
| PlayGround.ru         | 1/10                                   |
| StopGame.ru           | «Мусор»                                |
| «Игромания»           | 4/10                                   |
| «Игры Mail.ru»        | 4/10                                   |

Согласно сайту-агрегатору Metacritic, Rambo: The Video Game получила крайне негативные отзывы от критиков. Игру критиковали за устаревшую графику, геймплей, чрезмерное использование QTE, частые сбои и зависания, плохой искусственный интеллект противников и очень короткую продолжительность.
Люк Райли из IGN написал, что механика рельсового шутера в Rambo «ощущается как пустая трата времени». Крис Картер из Destructoid сказал, что игра «неотшлифованна» и «даже сама стрельба не выглядит впечатляюще или весело». Одну из высоких оценок в шесть баллов из десяти присвоил Тайлер Хикс из GameSpot — оценивая версию для Xbox 360, он написал, что Rambo — «рельсовый шутер, который водит игрока на нос по уровням». Георгий Курган из Игры Mail.ru отмечал, что игре не хватает бюджета, мастерства и смелости, а сценарий «переписывал кровожадный пятиклассник».
Сайт Giant Bomb номинировал Rambo: The Video Game на звание «Худшей игры 2014 года». Metacritic включил её в список 25 самых худших игр всех времён и 2010-х годов в частности.